# Anactinia carlgreni
Espèce
Anactinia carlgreni est une espèce de cnidaires de la famille des Arachnactidae.

## Systématique
Le nom valide complet (avec auteur) de ce taxon est Anactinia carlgreni Nair, 1949.